# Tram van Straatsburg
De tram van Straatsburg is de belangrijkste vorm van openbaar vervoer in de Franse stad Straatsburg maar kent ook uitlopers naar de buurgemeenten Hoenheim, Illkirch-Graffenstaden, Lingolsheim, Ostwald, Schiltigheim en naar het aan de andere zijde van de Rijn gelegen Duitse Kehl. Het tramnetwerk wordt uitgebaat door de "Compagnie des transports strasbourgeois".

## Geschiedenis

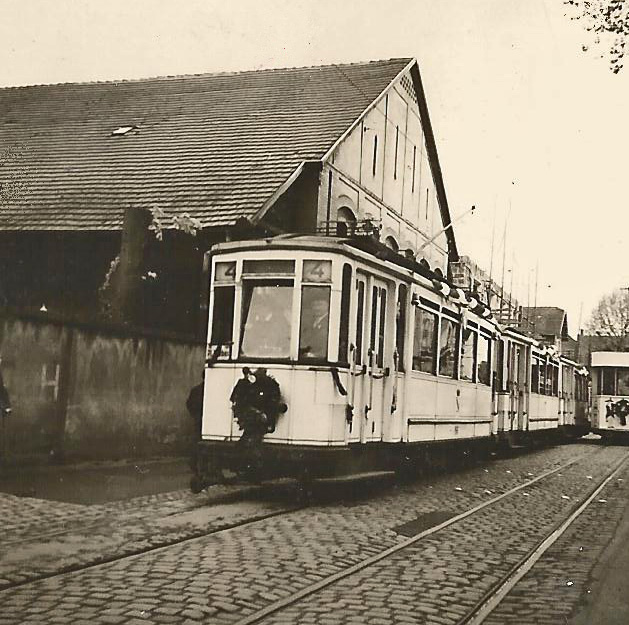
Afscheidsritten trams op 1 mei 1960

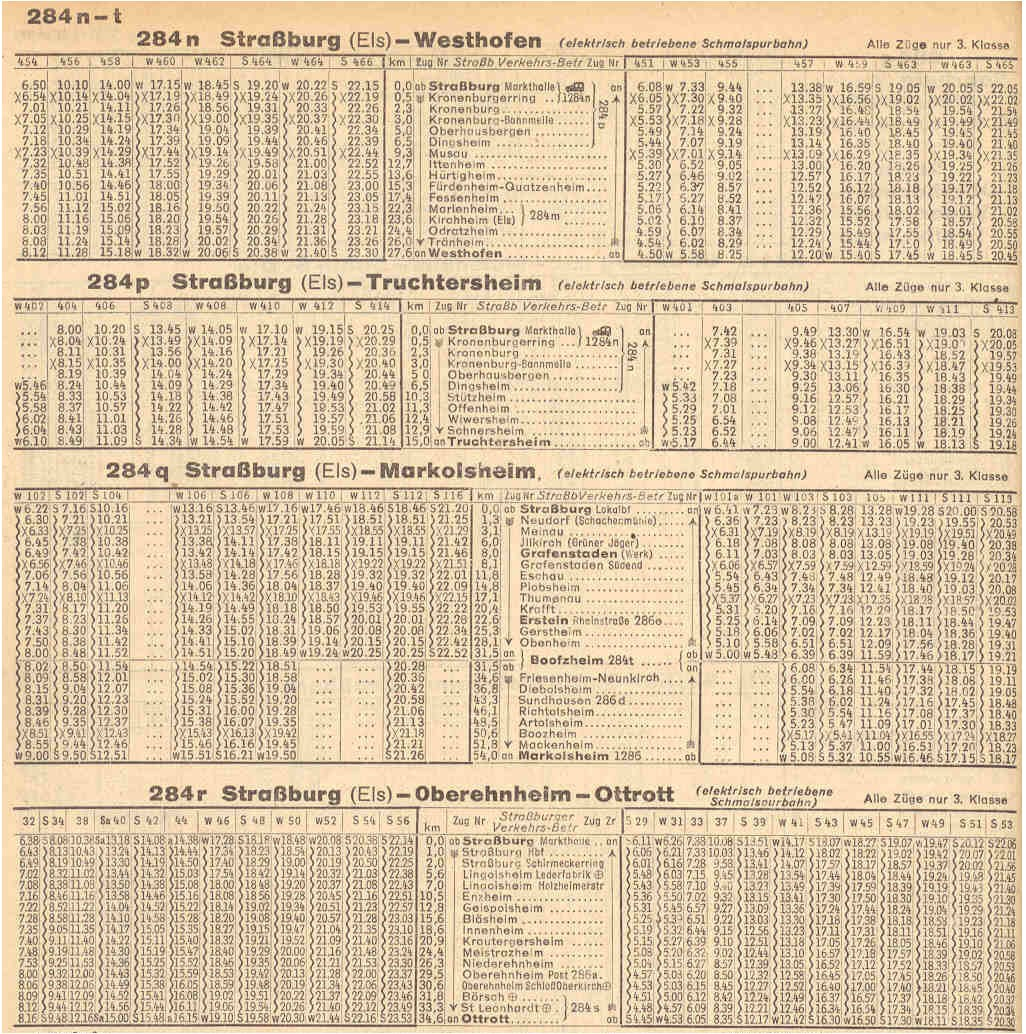
Dienstregeling van de oude regionale tram, in 1944.

### Het eerste tramnet
De eerste tram van Straatsburg reed in 1878 en was een paardentram. De elektrificatie van het tramnet werd voltooid in 1900 en het tramnet bereikte met 82,7 kilometer zijn grootste omvang in 1937. 
Daarnaast bestond een regionaal tramnet op meterspoor met een trajectgrootte van 194 km, gebouwd tussen 1886 en 1909, waarmee de stad verbonden was met de gemeenten van de regio aan de voet van de Vogezen, Colmar en Baden. Bijna de helft van dit regionale tramnet lag aan de Duitse kant van de Rijn. In 1930 vervoerde het 234 kilometer tramnet meer dan 55 miljoen mensen. Op 19 augustus 1953 werden de lijnen naar Westhoffen en Truchtersheim gesloten voor het reizigersvervoer.
Door de overbelasting van de Pont de la Bourse (de naburige Pont d'Austerlitz werd niet gerepareerd) werd het gedeelte van lijn 9 naar de Esplanade/Arsenaal rond 1937 na minder dan twintig jaar dienst gesloten.  Op de stillere uiteinde van de lijnen 2, 3, 4, 6, 8 en 9 verschenen de lijnen 12, 13, 14, 16, 18, 19 waarmee in samenhang op de drukste trajecten frequenter werd gereden. De eerste trolleybuslijn kwam in dienst op 27 mei 1939 tussen Roettig en Oswald. In 1943 vervoerde het tramnet 71,5 miljoen mensen. 
Na de Tweede wereldoorlog voldeed de tram niet langer aan de behoefte van comfort voor de gebruiker en was verzwakt door de concurrentie met andere vormen van vervoer zoals de auto, fiets, bus maar ook de trolleybus. De CTS beoogde dat de tram op de drukste lijnen zou moeten blijven bestaan en op de overige lijnen de trolleybus zou moeten worden ingevoerd. Voor modernisering van de tram golden echter financiële beperkingen en het was verboden om rollend materieel uit het buitenland in te voeren. In 1947 werd tramlijn 15 en het noordelijke deel van ringlijn lijn 10 vervangen door een trolleybus en in 1950 het zuidelijke deel.  

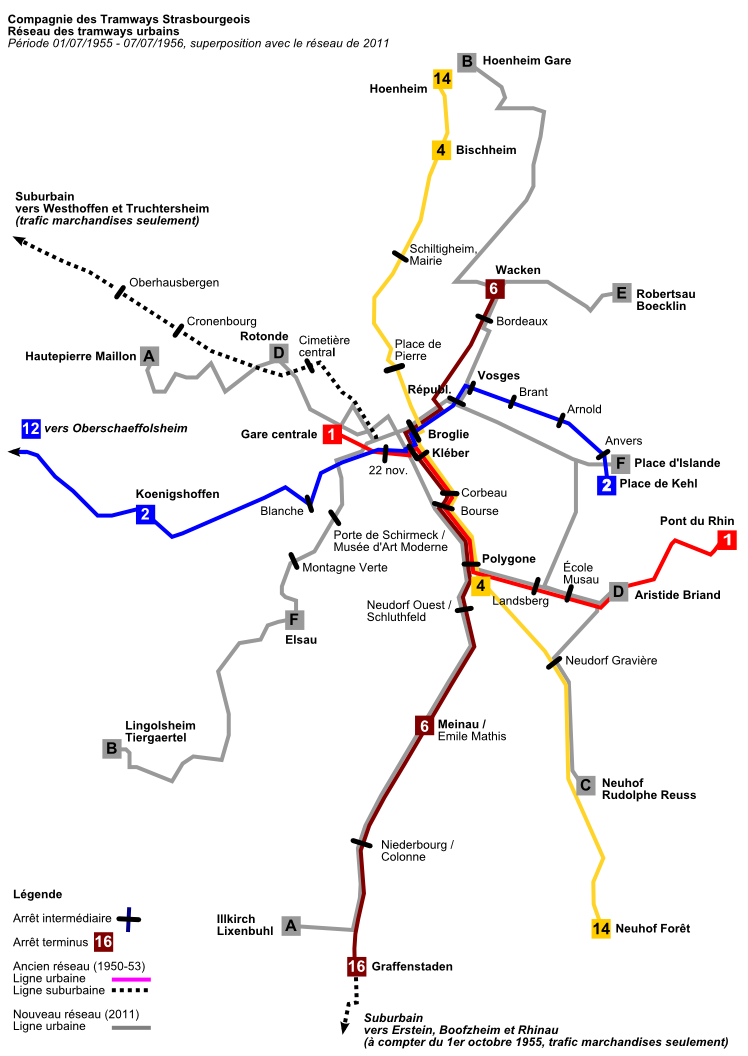
Lijnennet in 1955-1956

Tot 1953 bleef het stadsnet stabiel maar inmiddels zijn fabrikanten in staat om comfortabelere bussen aan te bieden en denkt de CTS niet langer aan het creëren van nieuwe trolleybusroutes. Op 15 december 1953 werd lijn 3/13 omgezet in een buslijn, in maart 1954 lijn 9/19 en op 1 juli lijn 8/18 waarbij het noordelijke deel van lijn 8 werd gekoppeld aan lijn 6/16 en het station niet meer bediende.
Van juli 1955 tot juli 1956 bedroeg het aantal stadslijnen nog vier. Lijn 2/12 verdween op 7 juli van dat jaar en lijn 1 op 4 april 1957. Vanaf toen werd nog uitsluitend op de twee drukste lijnen, 4/14 en 6/16, nog met trams gereden.
Een plan voor nieuw materieel bepleit door de CTS vond geen doorgang omdat het stadsbestuur uiteindelijk koos voor vervanging door bussen maar geen rekening hield met de milieuoverlast door dieselbussen. De laatste lijnen kregen uiteindelijk nog een uitstel van 3 jaar omdat het nieuwe busdepot nog niet was voltooid. Lijn 6/16 werd op 1 januari 1960 opgeheven en lijn 4/14 was als laatste lijn in gebruik tot 30 april 1960. De volgende dag waren er afscheidsritten op de 12 km lange lijn met ongeveer honderdduizend toeschouwers. Tot op het laatst werd voor stroomafname gebruik gemaakt van een trolleystang. Ook de trolleybus werd kort daarna, op 31 maart 1962, opgeheven. De bus was vanaf dan, naast lokale treinen, het enige openbaar vervoermiddel in Straatsburg.

## De terugkeer

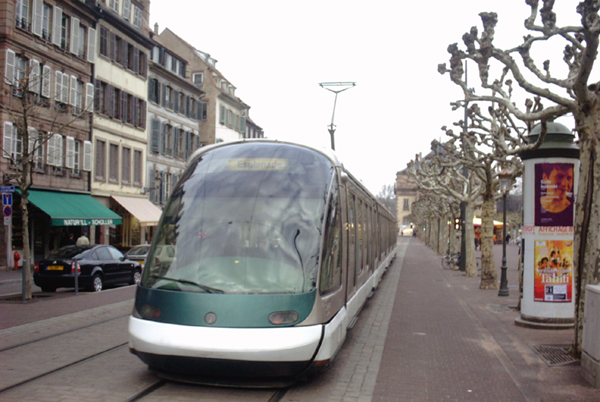
Eurotram op lijn C bij halte 'Place Broglie'

De stad werd geconfronteerd met verstoppingen op de wegen en het busnetwerk. Bij de invoering van het autogerichte circulatieplan van 1965 werden veel straten eenrichtingsverkeer waarbij de buslijnen van de meeste lijnen in beide richtingen onderling gescheiden reiswegen kregen in plaats van de voormalige herkenbare tramroutes. De lijnvoering was onoverzichtelijk door de vele vertakte lijnen met lage frequenties. Op de drukste trajecten trad clustervorming op waarbij op de halte regelmatig wachtende reizigers bussen voorbij moesten laten gaan voor kon worden ingestapt. Ondanks het toenemende aantal vrije busbanen was de reistijd vaak langer dan voorheen met de tram.  

Daarom bestudeerde de gemeenteraad in de jaren tachtig op de aanleg van twee VAL-metrolijnen. De gemeenteraadsverkiezingen van 1989 in Straatsburg worden gedomineerd door de keuze tussen de VAL of een moderne tram/light rail/semimetro. De meerderheid is voorstander van de eerste, terwijl de oppositie van de socialisten voor de tweede zijn. De VAL wordt ondersteund door handelaren in de binnenstad, die vrezen dat de aanleg van de tram het aantal parkeerplaatsen vermindert en de bereikbaarheid verslechtert, waardoor klanten wegblijven. De oppositie voert campagne voor de gemeentelijke tram met financiële argumenten (1 km VAL-lijn kost evenveel als 4 km tramlijn) en met het autovrij maken van het centrum.
De overwinning van Catherine Trautmann in 1989 zorgt ervoor dat het VAL-project stopgezet wordt en dat toestemming voor de eerste tramlijn gegeven wordt. Deze lijn werd geopend in 1994. Hiermee keerde de tram na 34 jaar weer terug in de stad.
De start van het netwerk ging samen met een stedelijke herontwikkeling gericht op de bereikbaarheid van het centrum voor de tram en zwakke weggebruikers. Parallel aan de lijn werden park and ride parkeerplaatsen gebouwd om bestuurders aan te moedigen hun voertuigen te laten staan en de tram te nemen.

### Uitvoering

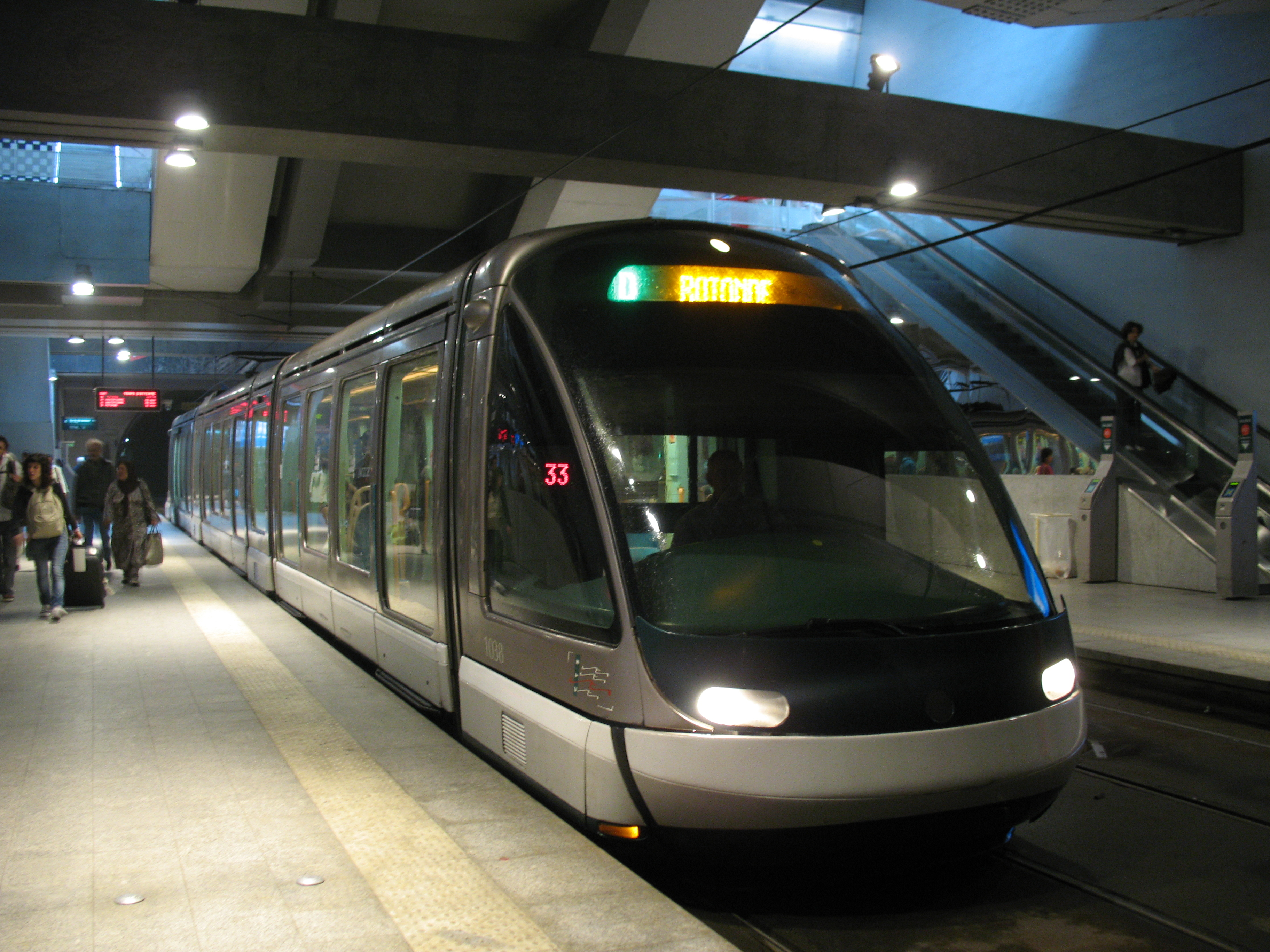
Stration Gare Centrale

De tramsporen liggen bijna overal in de straat waarbij een aantal straten in het centrum autovrij is gemaakt en uitsluitend bestemd voor trams en voetgangers. Buiten het centrum zijn veel vrije banen. Het semimetro-deel bestaat één tunneltraject van 1400 meter lengte met één ondergronds station Gare Centrale dat ligt op 17 meter diepte en wordt bediend door de lijnen A en D. Het eindpunt van lijn C bij Gare Centrale ligt bovengronds op een kopspoor voor het station. Er wordt uitsluitend gebruik gemaakt van groefrails en de bovenleiding is overal enkelvoudig uitgevoerd met masten maar ook muurrozeten. Alle lijnen rijden met tweerichtingsvoertuigen en er zijn geen keerlussen maar uitsluitend kopeindpunten. Er zijn op het hele tramnet overloopwissels aanwezig.

### Remises
Het bedrijf beschikt over een drietal remises meestal gecombineerd met busgarage. 

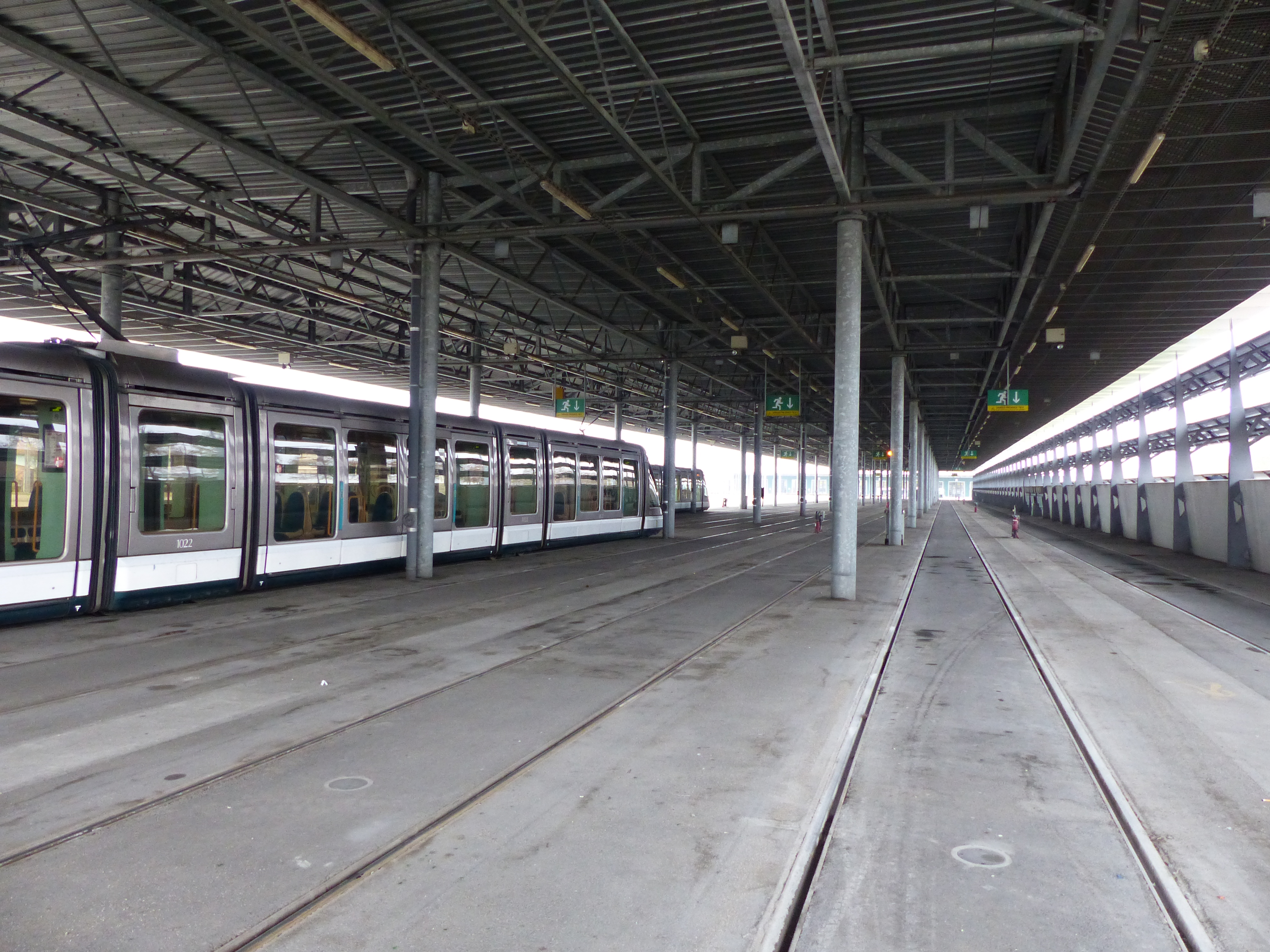
depot Kibitzenau in 2015

- Dépôt de Cronenbourg (ook al tot 1960)
- Dépôt d'Elsau
- Dépôt de Kibitzenau

### Het huidige netwerk
- 1994

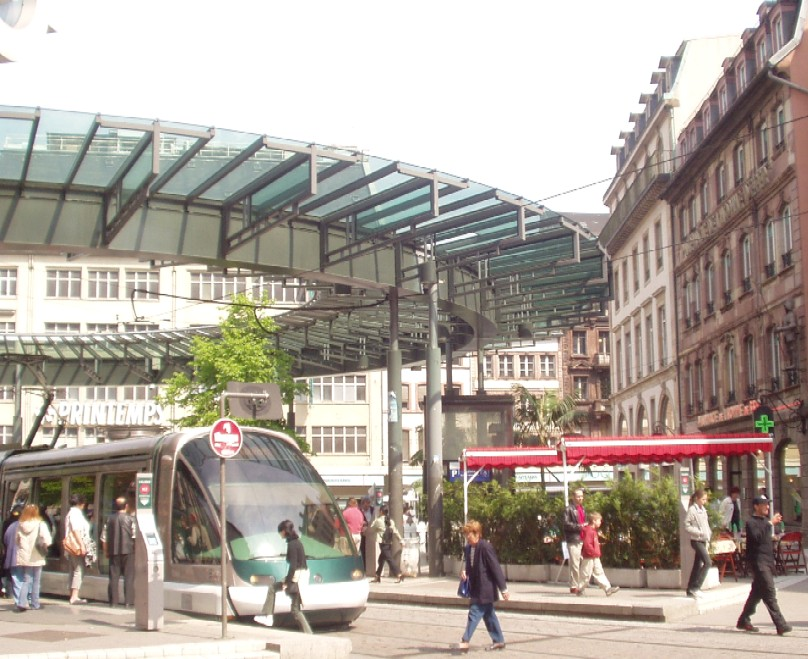
Het centrale overstappunt 'Homme de Fer'

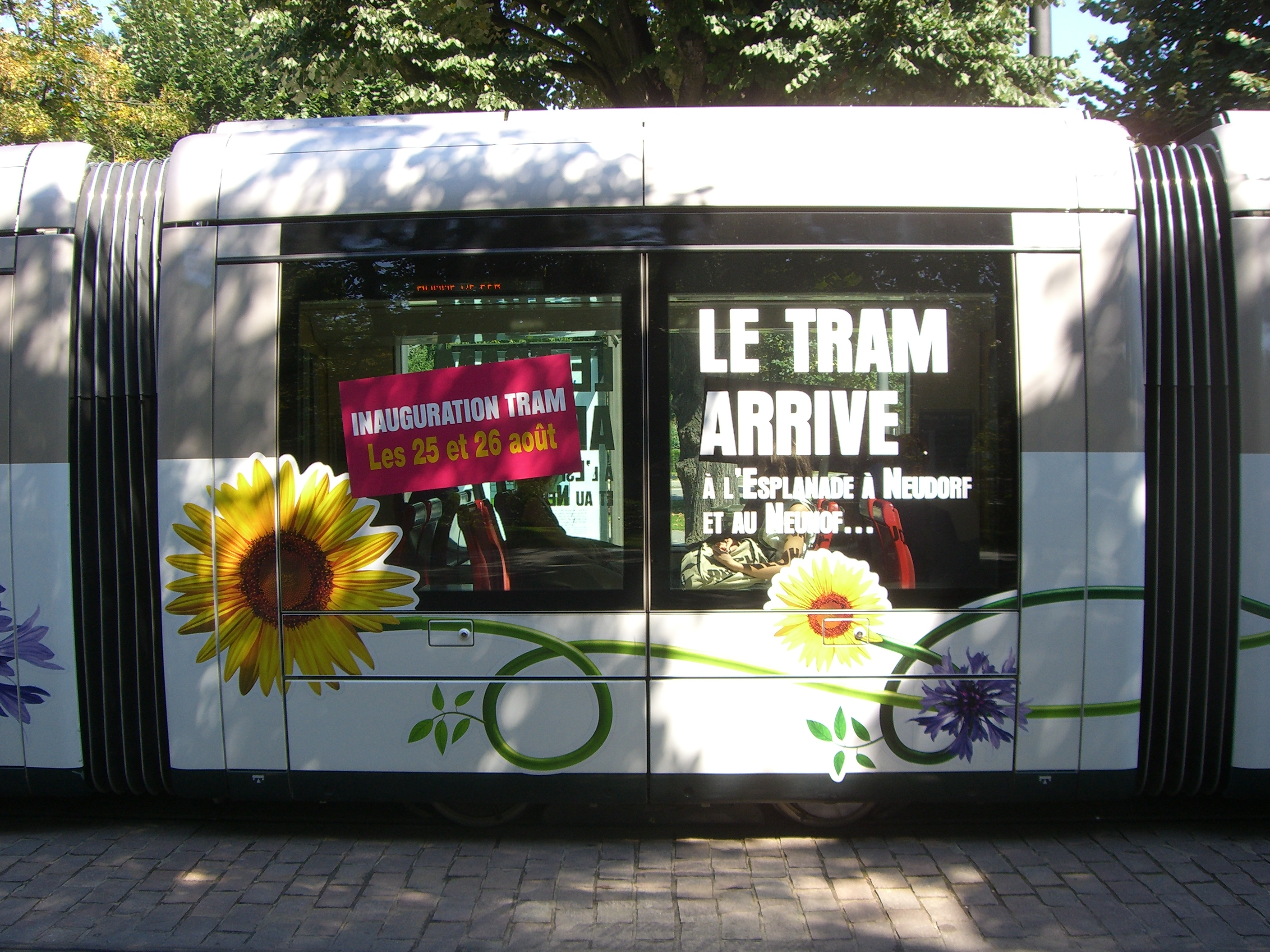
Aankondiging voor de opening van lijn E.

  - 25 november 1994: Lijn A gaat in dienst. De lijn met een lengte van 9,8 kilometer loopt tussen de buitenwijken Hautepierre in het westen en het station Baggersee in het zuiden in de stad Illkirch-Graffenstaden. Hier reed tot 1 januari 1960 ook de voorlaatste tramlijn van het vorige net. Om grote werkzaamheden te voorkomen bij het Straatsburgse centrale station wordt er een 1400 meter lange tunnel gebouwd tussen de haltes Rotonde en Ancienne Synagoge Les Halles. De halte van het Centraal Station ligt in de tunnel op 17 meter diepte.

- 1998
  - 4 juli 1998: Lijn A wordt in het zuiden 2,8 kilometer verlengd in Illkirch-Graffenstaden.
  - 31 augustus 1998: Lijn D Rotonde - Étoile Polygone gaat in dienst. Deze nieuwe lijn loopt op vrijwel de hele lengte van de lijn samen met lijn A, en wordt daarom alleen in de spits geëxploiteerd.

- 2000
  - 1 september 2000: De tweede grote lijn van het netwerk, die de lijnen B en C omvat, gaat in dienst. De lijnen B en C kruisen de lijnen A en D op het overstapstation Homme de Fer. Bij halte République takt lijn C af, om vervolgens naar de universiteit te lopen. Lijn B loopt dan naar het noorden, richting halte Hoenheim Gare.

- 2007/2008
  - 25 augustus 2007:
    - Lijn C wordt 4,2 kilometer vanaf halte Espelande naar halte Neuhof Rodolphe Reuss, in het zuiden van Straatsburg.
    - Lijn D wordt verlengd vanaf halte Étoile Polygone naar Aristide Briand. Hierna is de lijn Spitslijn-af, hij rijdt nu op dezelfde tijdstippen als de andere lijnen.
    - Lijn E gaat in dienst. Hij loopt samen met andere lijnen tussen de haltes Wacken en Baggersee, en loopt niet langs het centrale overstapstation Homme de fer, om deze te ontlasten.

  - 23 november 2007: Lijn E wordt 2,5 km verlengd van halte Wacken naar halte Robertsau Boecklin. Deze uitbreiding is er vooral gekomen om het Europees parlement te bedienen.

- 2010: Een kleine reorganisatie van het netwerk vindt plaats na de ingebruikname het spoor tussen de haltes Gare Centrale en Homme de Fer via Faubourg de Saverne.
  - 27 november 2010: Lijn C loopt niet meer over het stuk Homme de Fer - Elsau, maar over het stuk Gare Centrale - Homme de Fer via Faubourg de Saverne.
  - 28 november 2010: Een dag later dan gepland in verband met een staking gaat lijn Lijn F in dienst tussen Elsau en Place d'Islande. De lijn neemt tussen de haltes Homme de Fer en Elsau de dienst van lijn C over.

- 2013
  - 30 november 2013: Lijn A wordt verlengd naar Parc des Sports, lijn D wordt verlengd naar Poteries.

- 2016
  - 23 april 2016 wordt Lijn A verlengd naar Graffenstaden.

- 2017
  - 28 april 2017: Verlenging naar het spoorwegstation van Kehl, Duitsland, met een tussenhalte in Port du Rhin. De verlenging is 2,8 km lang en er zijn twee nieuwe trambruggen aangelegd.

- 2018
  - 23 november 2018: Verlenging naar het gemeentehuis van Kehl, Duitsland, met tussenhalte Hochschule/Läger. Het traject naar Kehl wordt met de halve frequentie bereden.

### Huidige lijnen
| Lijn   | Eindbestemmingen                                 |
| ------ | ------------------------------------------------ |
| Lijn A | Parc des Sports ↔ Graffenstaden                  |
| Lijn B | Hoenheim Gare ↔ Lingolsheim Tiergaertel          |
| Lijn C | Station Strasbourg-Ville ↔ Neuhof Rodolphe Reuss |
| Lijn D | Poteries ↔ Kehl Rathaus                          |
| Lijn E | Robertsau Boecklin ↔ Campus d'Illkirich          |
| Lijn F | Comtes ↔ Place d'Islande                         |

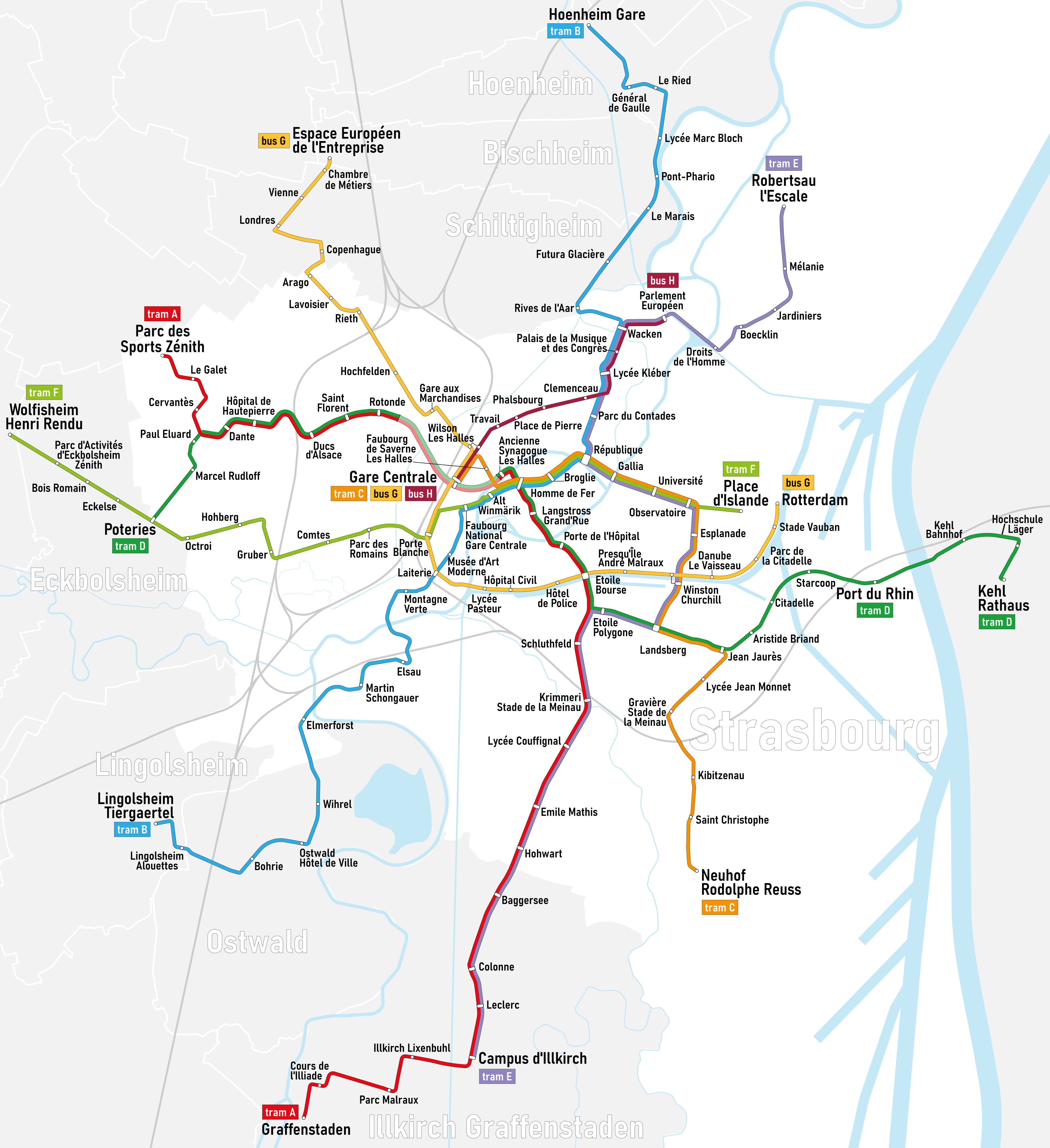
Kaart van het netwerk

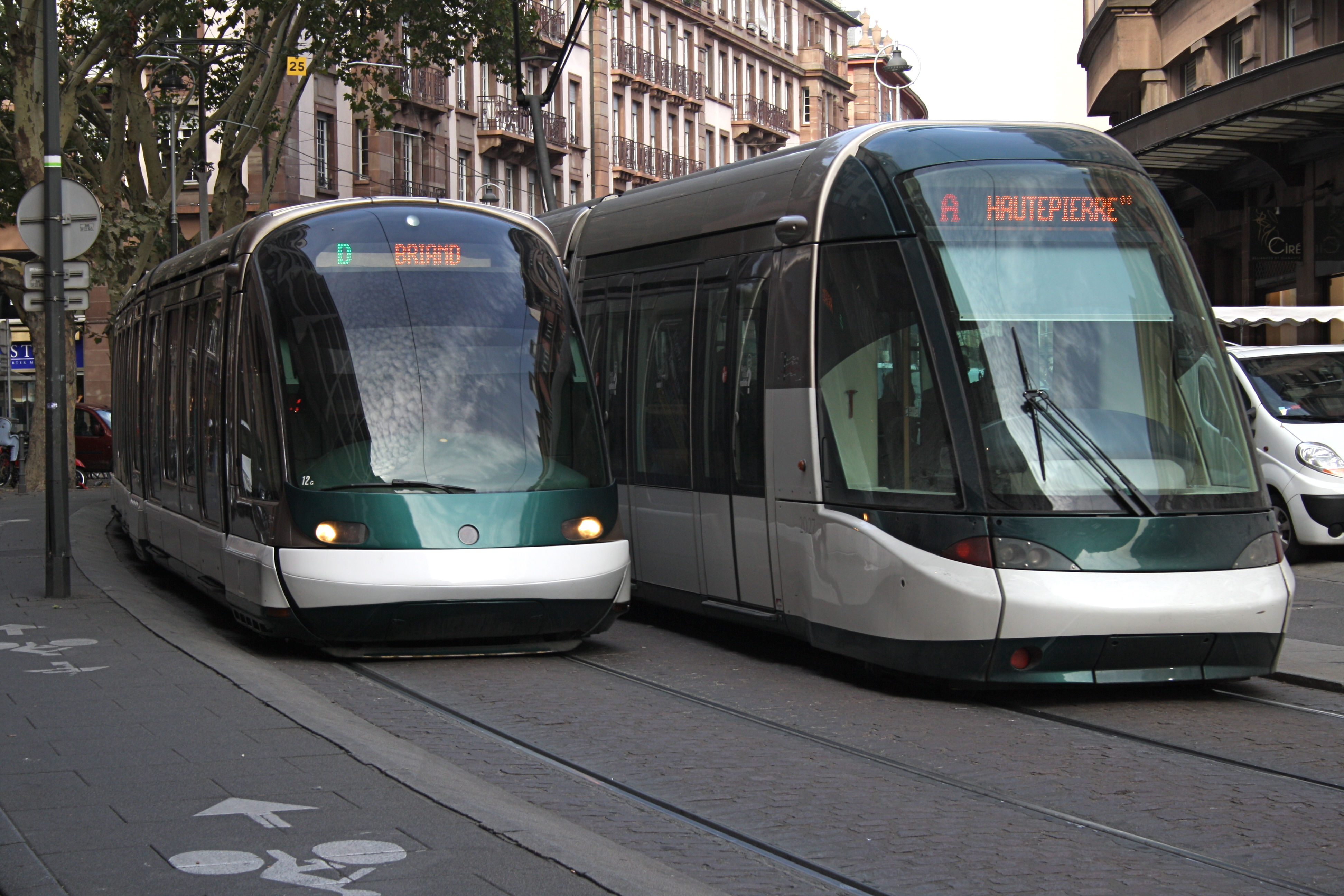
Twee van de drie tramtypen

De op het kaartje aangegeven lijnen G (Espace Europeen de 
l'Entreprise - Rotterdam) en H (Parlement Europeen - Gare Centrale) zijn hoogwaardige buslijnen.

### Materieel
Voor de dienst wordt gebruikgemaakt van Eurotram, oorspronkelijk in verschillende lengtes, Citadis 403 trams van twee generaties en de nieuwste trams van CAF. Bij de start van het tramnetwerk waren er 26 zevendelige trams (33 meter) van het type Eurotram. Maar nadat op 1 september 2000 de lijnen B en C werden geopend werden er nog eens 10 zevendelige Eurotrams en 17 negendelige Eurotrams (43 meter) gekocht. Voor de later geopende uitbreidingen zijn er nog 41 trams van het type Citadis 403 besteld. Deze 45 meter lange trams zijn in 2005 en 2006 geleverd. Een tweede serie Citadis (403NG) van 22 stuks zijn in de periode 2016-2018 geleverd, deze mogen ook in Duitsland rijden.

## Toekomst
- Lijn A: Mogelijk komt er een nieuwe tak naar Zénith, als een tweede westelijke eindpunt.
- Lijn C: Tussen 2021 en 2025 wordt deze lijn verlengd met 2,8 kilometer in de richting van Neuhof Stockfeld. De verlenging naar het hart van Meineau is geannuleerd en vervangen door een HOV-bus.
- Lijn D: Vanaf Rotonde: De lijn zou kunnen worden uitgebreid tot de Campus de Cronenbourg, maar dit project lijkt te zijn vervangen door een HOV-bus vanaf het station Strasbourg-Ville.
- Lijn E: In de toekomst wordt deze lijn verlengd naar het centrum van het Robertsau, op een nu nog onbekend tijdstip.
- Lijn F: Een verlenging van Comtes naar de wijk Wolfisheim met in Potteries aansluiting op lijn D is in aanleg en wordt naar verwachting in 2025 geopend.
- Lijn H: Vertramming van de drukke buslijn H. De lijn zal het huidige eindpunt van lijn C gebruiken en vervolgens het Gare Centrale verbinden met de Place de la République via hetzelfde gedeelte als de nieuwe lijn E. Na dit station komt de lijn uit op het station Robertsau L'Escale via het gedeelte dat momenteel wordt gebruikt door lijn E138. Er zal dus geen eindpunt bij het "Europees Parlement" meer zijn.

## Niet gerealiseerd
- Tram-train Strasbourg - Bruche - Piémont des Vosges: De bedoeling was dat, tegen 2016, de vallei van de Bruche en de uitlopers van de Vogezen verbonden werden  met het hart van Straatsburg door de Tram-train Strasbourg - Bruche - Piémont des Vosges. De lijn zou lopen van station Barr en station Gresswiller naar station Strasbourg-Ville om daar via het tramnetwerk verder de stad in te gaan. Met een lengte van 40 km werd verwacht dat de lijn 27.000 reizigers per dag gaat vervoeren.